# شرك خفي
الشرك الخفي هو مصطلح إسلامي يقصد به مايكون في المقاصد والنية، فتنطوي عليه نية الإنسان، وقد خافه رسول الله على سادات الأمة وهم الصحابة (رضي الله عنهم)، لخفائه وقوة الداعي إليه ولمشقة التحرز منه؛ فناسب التحذير منه ببيان مفهومه وحقيقته وكيفية السلامة منه.

## مفهوم الشرك الخفي وأمثلته
بحسب الإسلام فإن الشرك الخفي يراد به: كل شرك كان في القلب فلايعلمه إلا الله. فيخرج الشرك القولي أو الفعلي، ويسمى شرك السرائر، ويدخل في الشرك الأكبر والأصغر بحسب قاصده. وسمي الشرك هنا بالخفي: لأن صاحبه يُخفي الشرك ويُظهر أن عمله لله وهو قد قصد به غيره.
قال ابن باز: فاتضح أن الشرك  لايخرج عن النوعين السابقين: شرك أكبر، وشرك أصغر، وإن سمي خفيا. فالشرك يكون خفيا ويكون جليا فالجلي دعاء الأموات والاستغاثة بالأموات والنذر لهم، ونحو ذلك. والخفي: مايكون في قلوب المنافقين يصلون مع الناس، ويصومون مع الناس، وهم في الباطن كفار يعتقدون جواز عبادة الأوثان والأصنام، وهم على دين المشركين. فهذا هو الشرك الخفي؛ لأنه في القلوب. وهكذا الشرك الخفي الأصغر، كالذي يقصد بقراءته ثناء الناس، أو بصلاته أو بصدقته أو ماأشبه ذلك، فهذا شرك خفي، لكنه شرك أصغر. فاتضح أن الشرك شركان: أكبر وأصغر، وكل منهما يكون خفيا كشرك المنافقين وهو أكبر، ويكون خفيا أصغر كالذي يقوم يرائي في صلاته أو صدقته أو دعائه لله، أو دعوته إلى الله أو أمره بالمعروف أو نهيه عن المنكر، أو نحو ذلك.

## الشرك الخفي في الشريعة الإسلامية
روى الإمام أحمد في المسند، 
روي عن أبي سعيد الخدري أن رسول اللّه ﷺ قال: 
| شرك خفي | ألا أنبئكم بما هو أخوف عليكم عندي من المسيح الدجال؟ قالوا: بلى يارسول الله، قال: الشرك الخفي؛ يقوم الرجل فيصلي فيزين صلاته لما يرى من نظر رجل | شرك خفي |

.
وسمى رسول الله الشرك الخفي بشرك السرائر: عن محمود بن لبيد قال: خرج النبي (صلى الله عليه وسلم) فقال: ((يا أيها الناس إياكم وشرك السرائر)) قالوا يا رسول الله وما شرك السرائر قال: ((يقوم الرجل فيصلي فيزين صلاته جاهدا لما يرى من نظر الناس إليه فذلك شرك السرائر)).
وقد أخبر رسول الله (صلى الله عليه وسلم) أنه أخفى من دبيب النمل، جاء عن أبي علي رجل من بني كاهل، قال: خطبنا أبو موسى الأشعري، فقال: خطبنا رسول الله (صلى الله عليه وسلم) ذات يوم فقال: ((أيها الناس اتقوا هذا الشرك فإنه أخفى من دبيب النمل)) فقال له من شاء أن يقول: وكيف تتقيه وهو أخفى من دبيب النمل يارسول الله؟، قال: ((قولوا: اللهم إنا نعوذ بك من أن نشرك بك شيئا نعلمه ونستغفرك لما لانعلم)).
قال ابن تيمية: وأما الشرك الخفي فهو الذي لايكاد أحد أن يسلم منه، مثل: أن يحب مع الله غيره.
ووجه الخوف على أمته (صلى الله عليه وسلم) من الشرك الخفي ووجوب الحذر منه لأمور منها:
1- أنه لايكاد أحد أن يسلم منه لقوة الداعي إليه ولمشقة التحرز والخلاص منه.
2- أنه لامجال للاحتساب والإنكار على فاعله؛ لأنه خفي في القلوب ليس ظاهر ، فيكثر الوقوع فيه، بخلاف لو كان جلي كالسجود لغير الله والاستغاثة بالأموات والحلف بغير الله.
3- أن حُكمه يخفى على أكثر الناس لأنه خفي في القلب فيقعون فيه جهلا منهم.
4- كثرة الاشتباه فيه وصعوبة معرفته فربما يظن في أمر من الأمور أن هذا الشرك الخفي من الشرك الأصغر، فإذا واقع الأمر أنه من الشرك الأكبر.

## كيفية السلامة من الشرك
يذكر علماء المسلمين أن السلامة من الشرك الخفي تكون بأمور منها:
1- الاستعاذة بالله من الشرك، والالتجاء إليه وحده،  فقد جاء عن أبي علي رجل من بني كاهل، قال: خطبنا أبو موسى الأشعري، فقال: خطبنا رسول الله (صلى الله عليه وسلم) ذات يوم فقال: ((أيها الناس اتقوا هذا الشرك فإنه أخفى من دبيب النمل)) فقال له من شاء أن يقول: وكيف تتقيه وهو أخفى من دبيب النمل يارسول الله؟، قال: ((قولوا: اللهم إنا نعوذ بك من أن نشرك بك شيئا نعلمه ونستغفرك لما لانعلم)).
2- الدعاء بمجانبة الشرك والبعد عنه، والثبات على التوحيد حتى الممات. فقد كان من دعاء الخليل إبراهيم عليه السلام: ﴿وَإِذْ قَالَ إِبْرَاهِيمُ رَبِّ اجْعَلْ هَذَا الْبَلَدَ آمِنًا وَاجْنُبْنِي وَبَنِيَّ أَنْ نَعْبُدَ الْأَصْنَامَ ۝٣٥﴾[ إبراهيم:35]، وكان من دعاء يوسف عليه السلام: ﴿رَبِّ قَدْ آتَيْتَنِي مِنَ الْمُلْكِ وَعَلَّمْتَنِي مِنْ تَأْوِيلِ الْأَحَادِيثِ فَاطِرَ السَّمَاوَاتِ وَالْأَرْضِ أَنْتَ وَلِيِّي فِي الدُّنْيَا وَالْآخِرَةِ تَوَفَّنِي مُسْلِمًا وَأَلْحِقْنِي بِالصَّالِحِينَ ۝١٠١﴾[ يوسف:101].
3- النظر في عواقب الشرك الدنيوية والأخروية، وماترتب عليه من الوعيد العظيم؛ مما يجعل المسلم ينأى عنه وعن أسبابه ووسائله.
شرك بالله
شرك أكبر
شرك أصغر

## وصلات خارجية
الشرك الخفي...أنواعه..ووسائل النجاة منه - إسلام ويب
الشرك الخفي - موقع الشيخ عبد العزيز بن باز